# 辛哈山
75°4′S 136°9′W / 75.067°S 136.150°W
辛哈山（英語：Mount Sinha）是南極洲的山峰，位於麥當勞高地南部艾瑞克森海崖東南端，海拔高度990米，該山峰根據美國地質調查局的測量和美國海軍的空中照片被繪入地圖，現時由南極條約體系管理。